# 파리나즈 이자디아르
파리나즈 이자디아르(페르시아어: پریناز ایزدیار, 영어: Parinaz Izadyar, 1984년 8월 30일 ~ )는 이란의 배우, 모델이다. 파즈르 국제 영화제 2016 크리스털 시무르그 여우주연상 수상자이다.